# کروشفو
شهر کروشفو (به مقدونی: Крушево) با جمعیت ۹٫۶۸۴ نفر در استان پلاگونیا کشور جمهوری مقدونیه واقع شده است.

## نگارخانه

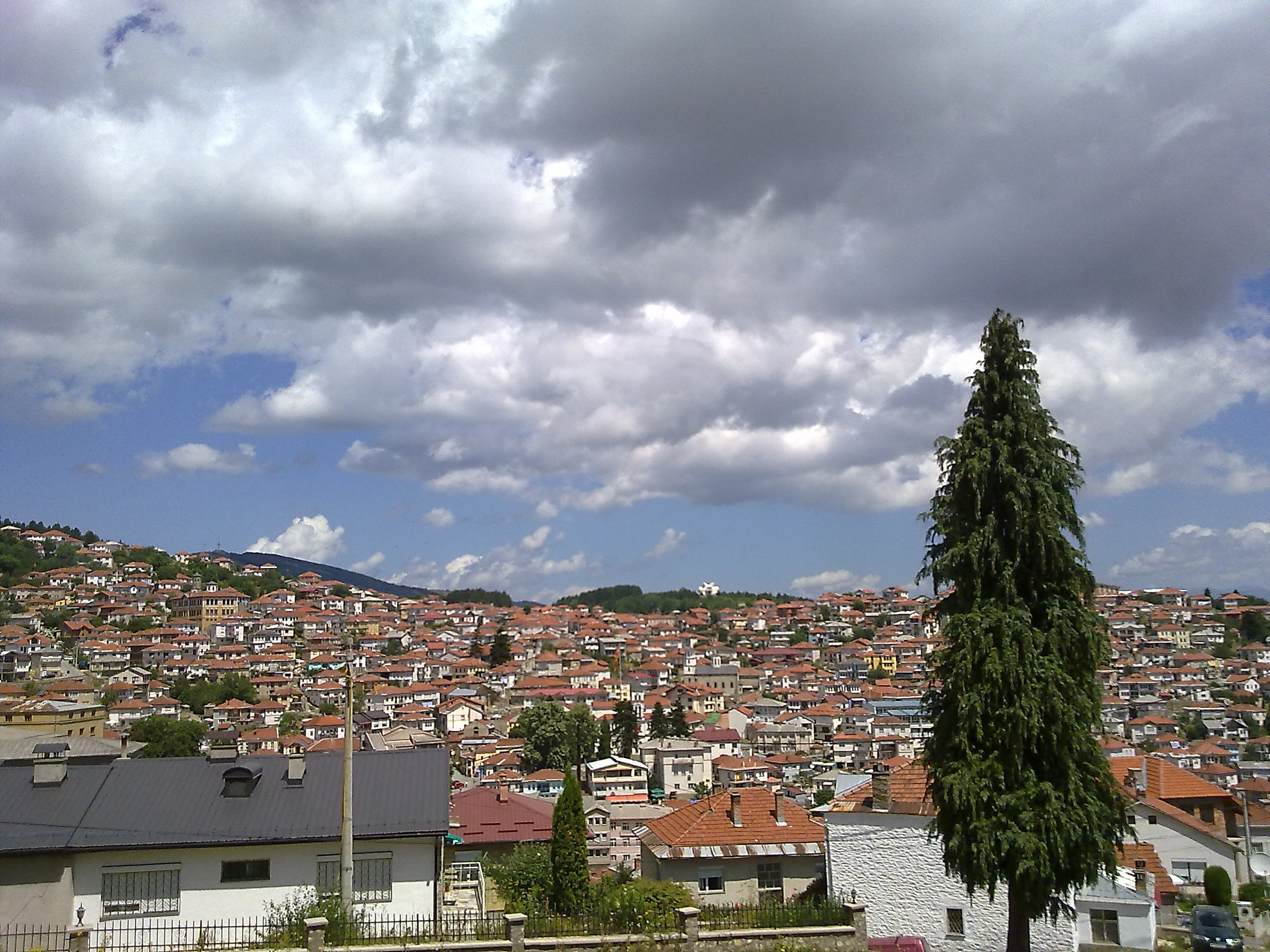
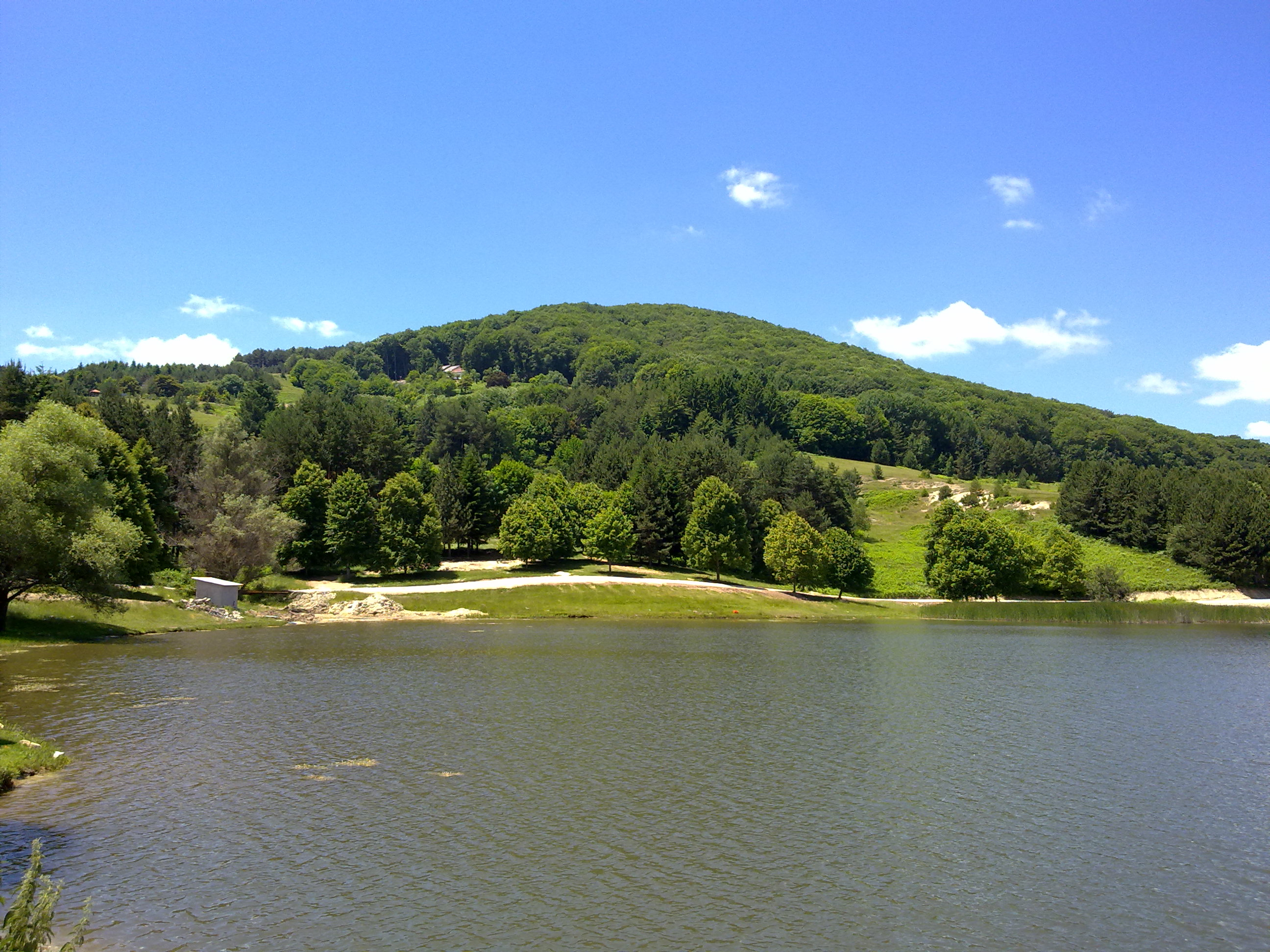
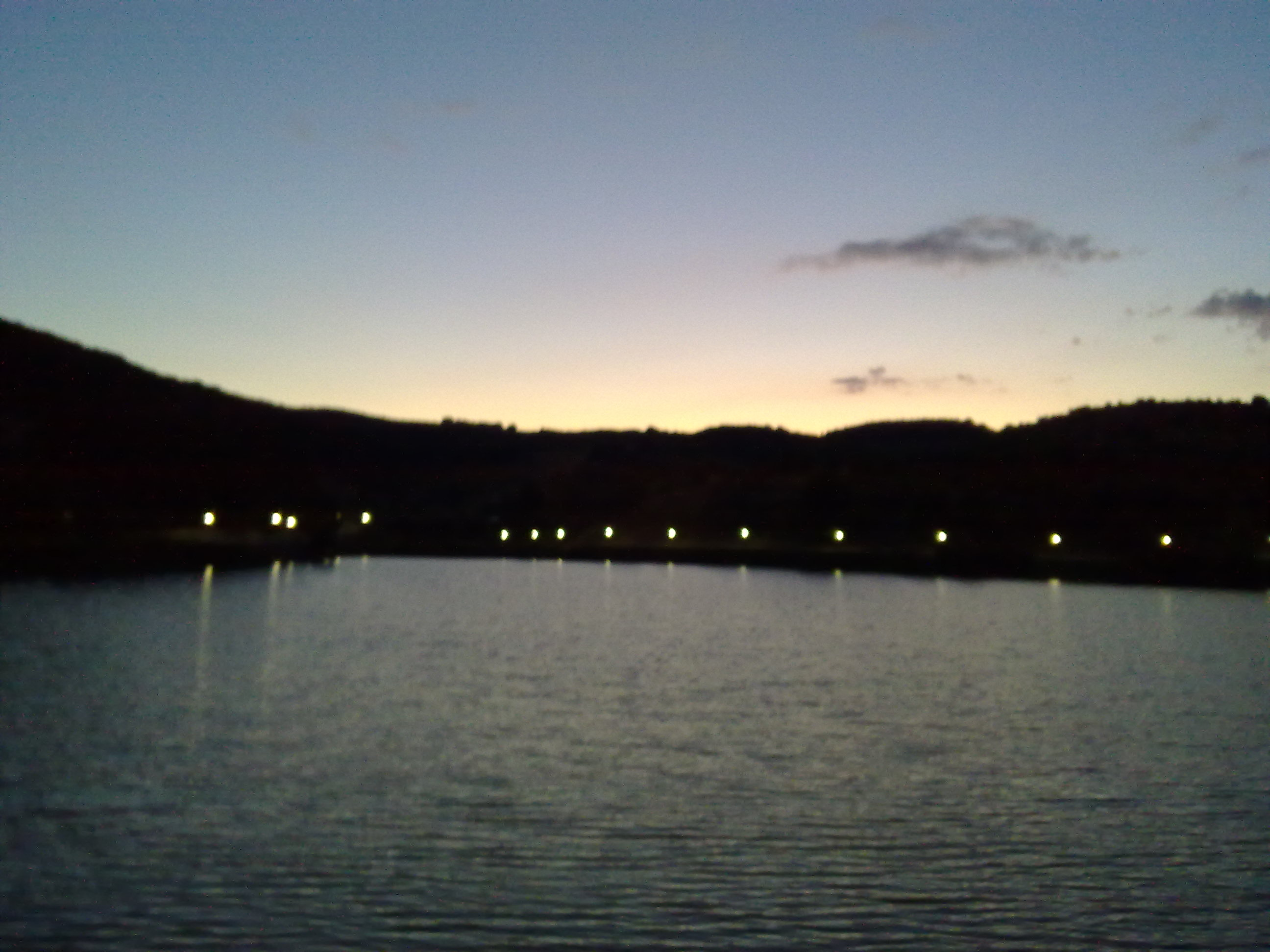
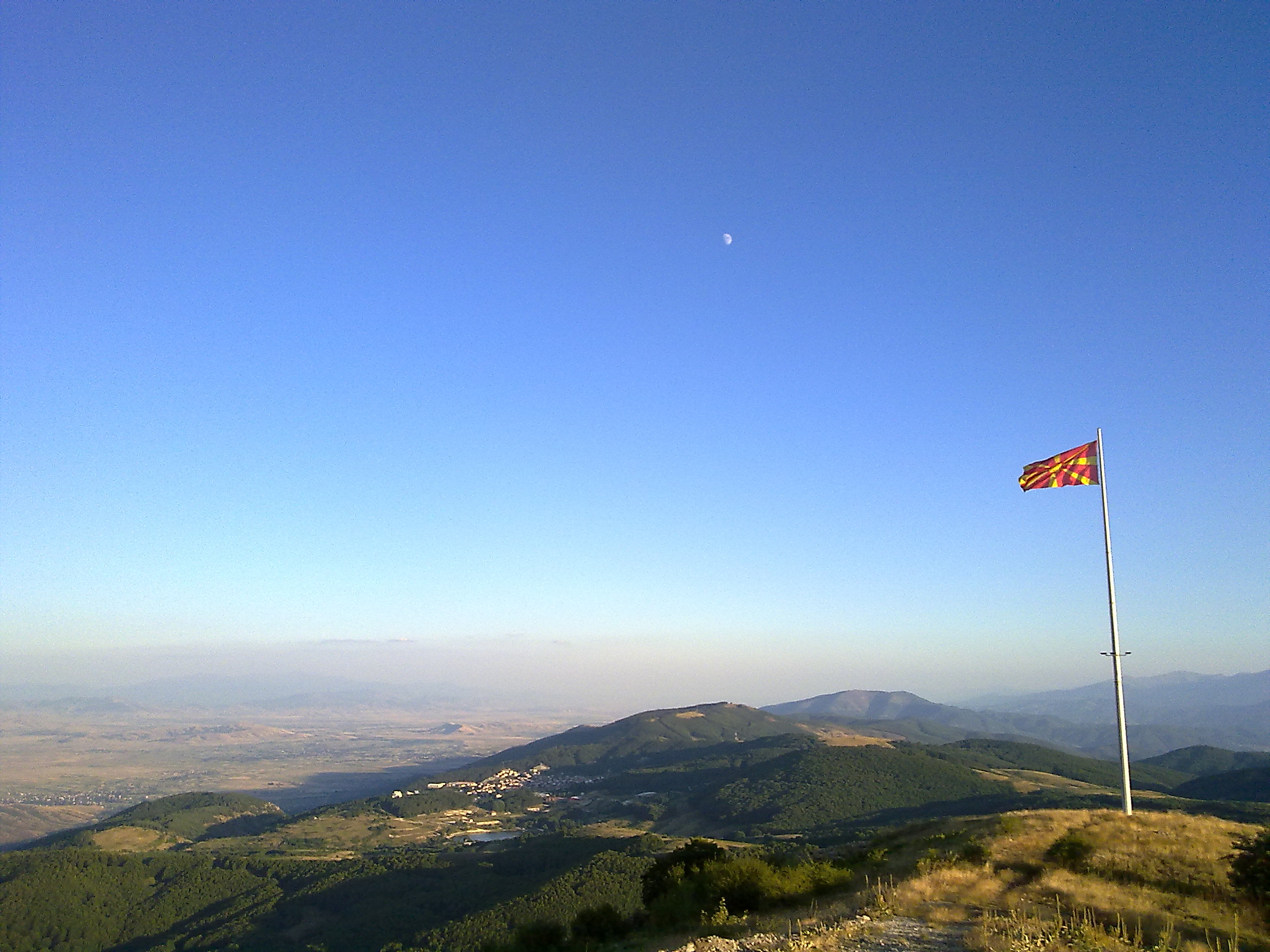
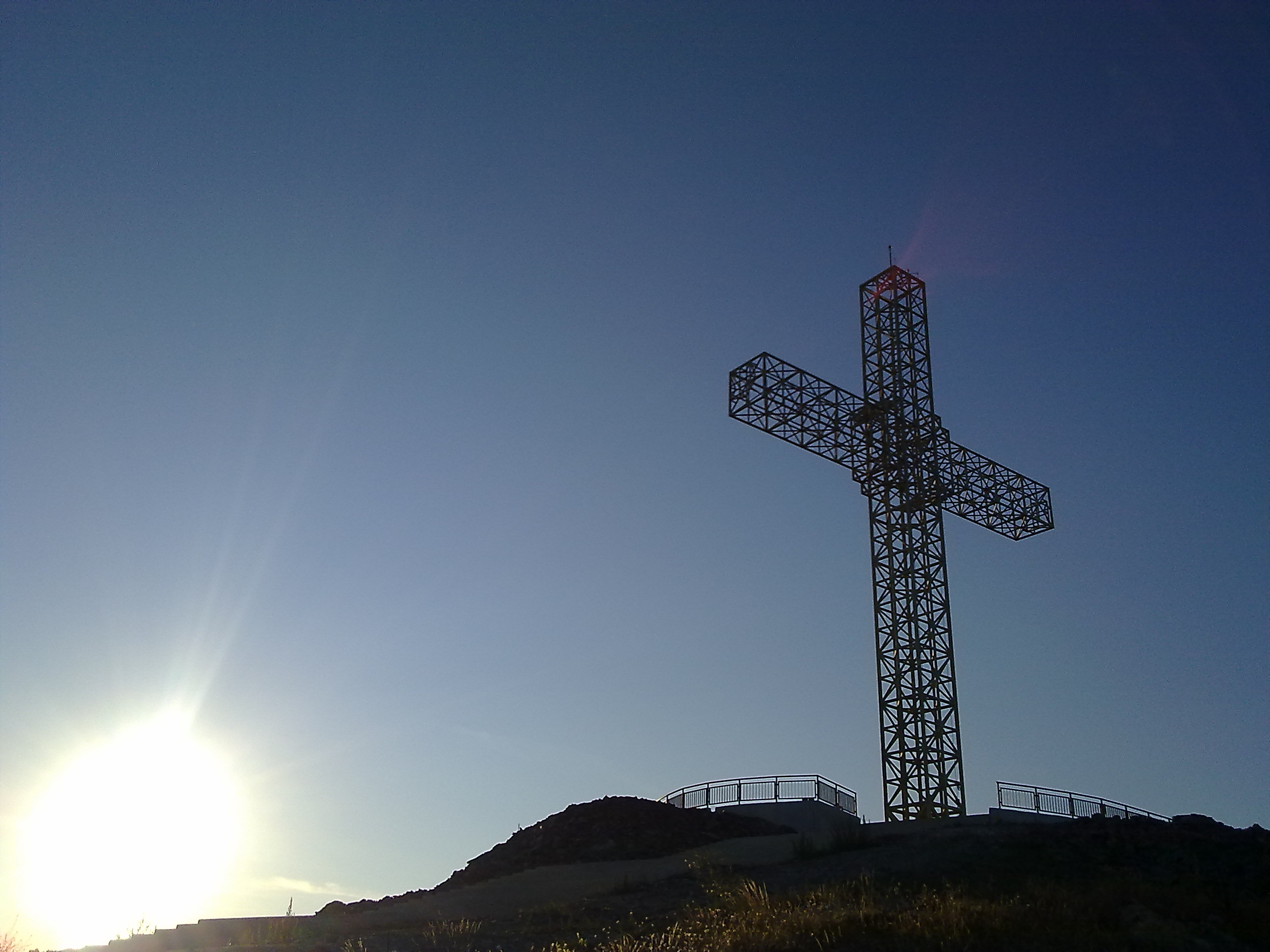
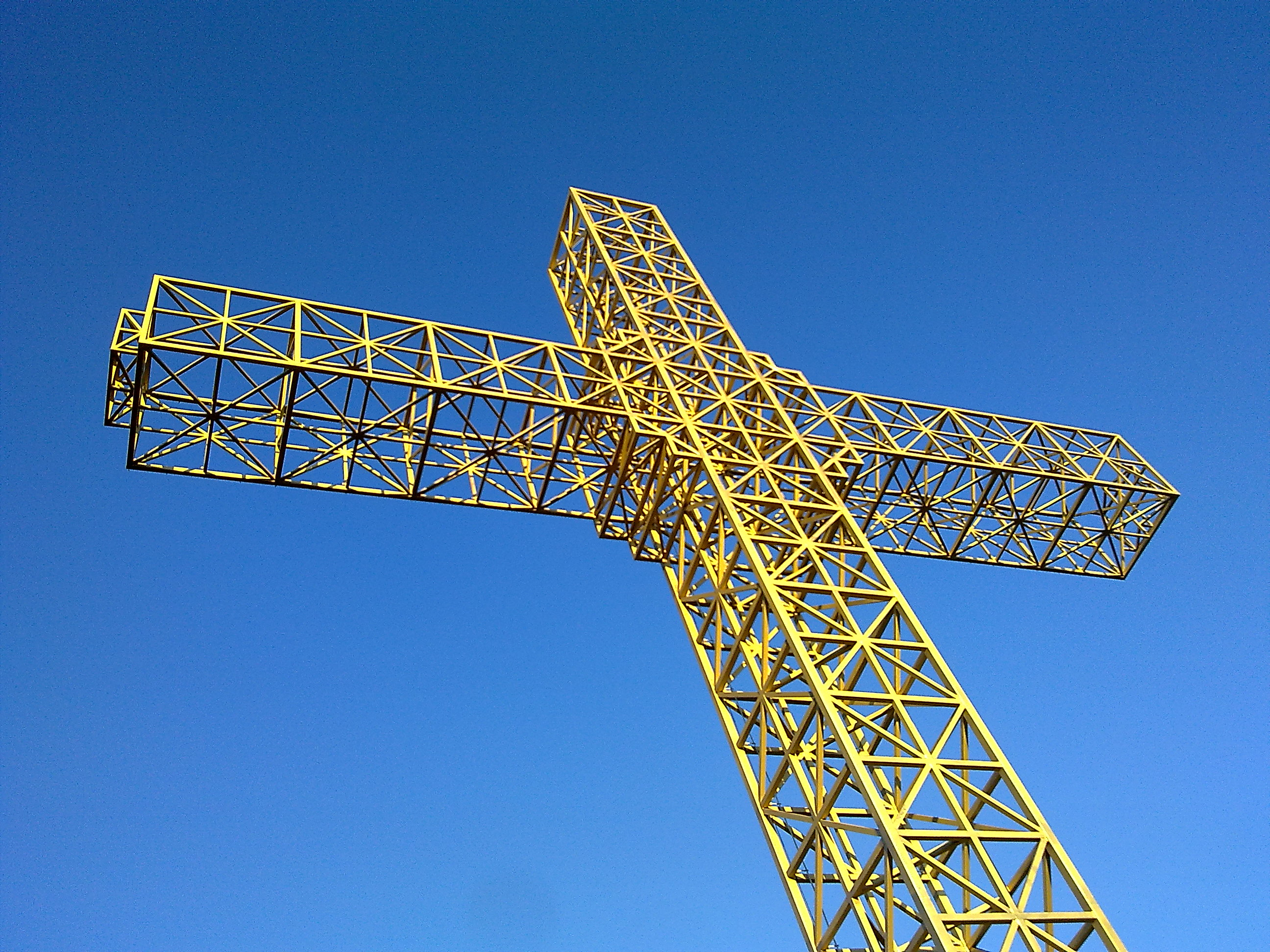